# 코넬 노트
코넬 필기 시스템(영어: Cornell Notes system, Cornell note-taking system, Cornell method)은 코넬 대학교 교육학 교수 Walter Pauk가 고안한 노트 필기법으로서, 세계적으로 널리 알려져 있는 노트 필기 방식이다. 1950년대에 코넬 대학교 학생들의 학습효과를 높이기 위해 개발되었다. Walter Pauk는 자신의 저서 《How to Study in College》에서 이 노트 정리법을 주창하였다. 이 노트 정리법은 초등학교, 중학교, 고등학교, 대학교, 일반 등에 널리 확산되어 이용되었다.
제목 영역, 필기 영역, 단서 영역, 요약 영역 등 네 영역으로 구분된다. 제목 영역에는 강의 주제와 일자를 적는다. 필기 영역에는 강의를 들으면서 중요하다고 판단되는 정보와 아이디어를 가능한 많이 읽기 쉽게 적는다. 단서 영역에는 필기 영역에 적은 내용을 집약하는 핵심어를 적는다. 요약 영역에는 각 페이지의 필기 영역에 적은 내용을 한두 문장으로 요약해 적는다.
코넬 노트 필기법은 논리적이면서 기억하기 쉽도록 하는 시스템을 제공하고 있는데, 5R로 이루어져 있다. 5R의 단계는 다음과 같다.
1. Record
2. Reduce
3. Recite
4. Reflect
5. Review

노트의 왼쪽 3 ~ 4cm의 공간에는 내용의 핵심어를 적고, 오른쪽 나머지 공간에는 내용을 기록하고, 아래쪽 3 ~ 4줄의 공간에는 내용을 한두 문장으로 요약한다. 수업 중에는 각 페이지 왼쪽과 아래쪽에 공간을 남겨두고 오른쪽에만 필기를 하고, 수업 후에는 복습을 하면서 왼쪽에 필기한 내용의 핵심어를 적고 아래쪽에 필기한 내용을 한두 문장으로 요약하는 방식으로 활용할 수 있다. 체계적으로 정리된 노트를 반복적으로 봄으로써 모르는 내용을 줄여갈 수 있다.
미국에는 노트 정리 방식으로 크게 Cornell Method, Outline Method, Mapping Method, Charting Method, Sentence Method 등의 다섯 가지가 있는데, 코넬 필기 시스템은 이 다섯 가지 중 하나이다. 코넬 필기 시스템은 일명 '바인더 노트'를 이용해 자신에게 필요한 정보와 아이디어를 구조적으로 집적해 나갈 수 있다.

## 관련 서적
- Walter Pauk, Ross J. Q. Owens 저. 《How to Study in College》. Wadsworth Publishing Company. 2010년. ISBN 9781439084465
- 김현구. 《필기왕 노트 정리로 의대 가다》. 동아일보사. 2010년. ISBN 9788970908151
- 강규형. 《성과를 지배하는 바인더의 힘》. 스타리치북스. 2013년. ISBN 9791195115808
- 최귀길. (공부생 노트필기). 마리북스. 2012년. ISBN 9788994011325

## 같이 보기
- 노트필기
- 괘지(en:Ruled paper, lined paper)
- 모눈종이(en:Graph paper, graphing paper, millimeter paper)